# Saison 2018-2019 de l'US Quevilly-Rouen Métropole
Chronologie
Saison précédente Saison suivante
La saison 2018-2019 de l'Union sportive Quevilly-Rouen Métropole club de football professionnel français est la 2e saison du club au sein du National après 2016-2017. Lors de la saison 2017-2018 du championnat de France de football de deuxième division le club a terminé 19ème et donc il est relégué en National.
Présidé par Michel Mallet et entraîné par Emmanuel Da Costa.

## Effectif professionnel

### Tableau des transferts
| Nom      | Nationalité | Poste | Provenance/Destination | Division |
| -------- | ----------- | ----- | ---------------------- | -------- |
| Arrivées |             |       |                        |          |
| Départs  |             |       |                        |          |

## Matchs amicaux
| Date | Horaire | TV | Adversaire | Lieu | Score | Buteur(s) du QRM | Buteur(s) adverse | Affluence |

## Championnat de National
| Journée | Horaire | TV    | Adversaire                 | Lieu | Score | Buteur(s) du QRM                         | Buteur(s) adverse      | Affluence |
| ------- | ------- | ----- | -------------------------- | ---- | ----- | ---------------------------------------- | ---------------------- | --------- |
| J01     | 20h00   | -     | Stade lavallois            | Ext. | N 1-1 | Shamal                                   | Bosetti (sp.)          | 3 877     |
| J02     | 20h00   | -     | Lyon Duchère AS            | Dom. | N 1-1 | Nanizayamo                               | Rivas                  | 1 293     |
| J03     | 20h00   | -     | SO Cholet                  | Ext. | D 2-1 | Daury                                    | Rocheteau, Abbas       | 508       |
| J04     | 20h00   | -     | Entente SSG                | Dom. | V 1-0 | Daury                                    | -                      | 1 260     |
| J05     | 20h00   |       | Marignane Gignac FC        | Ext. | V 1-2 | Daury, Shamal                            | Temmar                 | 800       |
| J06     | 20h00   | -     | FC Chambly Oise            | Dom. | D 0-1 | -                                        | Etshimi (sp.)          | 1 443     |
| J07     | 20h00   | -     | US Avranches               | Ext. | N 1-1 | Fumu Tamazo                              | Sissoko (sp.)          | 799       |
| J08     | 20h00   | -     | USL Dunkerque              | Dom. | V 3-0 | Fumu Tamuzo, Taufflieb, Nanizayamo       | -                      | 1 470     |
| J09     | 20h30   | Foot+ | Le Mans FC                 | Ext. | D 2-0 | -                                        | Diarra, Chréhin        | 3 872     |
| J10     | 20h00   | -     | Pau FC                     | Dom. | V 2-0 | Nanizayamo, Samnick                      | -                      | 1 569     |
| J11     | 20h00   | -     | FC Villefranche Beaujolais | Ext. | V 0-1 | Fumu Tamuzo                              | -                      | 796       |
| J12     | 20h00   | -     | Tours FC                   | Dom. | N 0-0 | -                                        | -                      | 1 834     |
| J13     | 20h00   | -     | Rodez Aveyron Football     | Ext. | V 0-1 | Daury                                    | -                      | 2 786     |
| J14     | 20h00   | -     | US Concarneau              | Ext. | D 2-1 | Jung, Illien                             | Samnick                | 1 637     |
| J15     | 20h00   | -     | US Boulogne CO             | Dom. | N 0-0 | -                                        | -                      | 1 840     |
| J16     | 20h00   | -     | Bourg-en-Bresse 01         | Ext. | N 1-1 | Pierre-Charles                           | Shamal                 | 2 947     |
| J17     | 20h00   | -     | JA Drancy                  | Dom. | N 0-0 | -                                        | -                      | 1 803     |
| J18     | 20h00   | -     | Lyon Duchère AS            | Ext. | V 0-1 | -                                        | Araujo                 | 182       |
| J19     | 20h00   | -     | SO Cholet                  | Dom. | D 1-2 | Moussiti-Oko                             | Aabiza, Rocheteau      | 1 633     |
| J21     | 20h00   | -     | Marignane Gignac FC        | Dom. | V 3-1 | Moussiti-Oko, Miller (sp.), Taufflieb    | Baude                  | 1 692     |
| J22     | 20h30   | Foot+ | FC Chambly Oise            | Ext. | D 2-0 | Jacques, Heinry                          | -                      | 780       |
| J23     | 20h00   | -     | US Avranches               | Dom. | D 1-3 | Moussiti-Oko                             | Maanane x2, Maziz      | 1 935     |
| J20     | 20h00   | -     | Entente SSG                | Ext. | N 1-1 | Talal                                    | Moussiti-Oko (sp.)     | 451       |
| J24     | 20h00   | -     | USL Dunkerque              | Ext. | N 0-0 | -                                        | -                      | 911       |
| J25     | 20h30   | Foot+ | Le Mans FC                 | Dom. | N 1-1 | Moussiti-Oko                             | Créhin                 | 2 604     |
| J26     | 20h00   | -     | Pau FC                     | Ext. | D 3-0 | Boisgard, Gueye, Thill (sp.)             | -                      | 647       |
| J27     | 20h00   | -     | FC Villefranche Beaujolais | Dom. | D 1-3 | Barthelemy                               | Gonzalez, Lemb, Ertel  | 1 774     |
| J28     | 20h00   | -     | Tours FC                   | Ext. | N 1-1 | Jacob                                    | Moussiti-Oko           | 1 514     |
| J29     | 20h00   | -     | Rodez Aveyron Football     | Dom. | D 0-1 | -                                        | Maury                  | 1 756     |
| J30     | 20h00   | -     | US Concarneau              | Dom. | V 3-1 | Shamal x2, Toussaint                     | Gégousse               | 700       |
| J31     | 20h00   | -     | US Boulogne CO             | Ext. | D 2-1 | Oliveira                                 | Maah x2 (sp.)          | 2 769     |
| J32     | 20h00   | -     | Bourg-en-Bresse 01         | Dom. | V 2-0 | Moussiti-Oko, Fumu Tamuzo                | -                      | -         |
| J33     | 20h45   | -     | JA Drancy                  | Ext. | N 1-1 | Nanizayamo                               | Koné                   | -         |
| J34     | 20h00   | -     | Stade lavallois            | Dom. | V 4-3 | Shamal, Taufflieb, Moussiti-Oko, N'Gosso | Danic, Camara, Lambese | 1 958     |

## Coupe de France
| Date            | Horaire | Tour    | TV | Adversaire | Lieu | Score | Buteur(s) du QRM  | Buteur(s) adverse | Affluence |
| --------------- | ------- | ------- | -- | ---------- | ---- | ----- | ----------------- | ----------------- | --------- |
| 13 octobre 2018 | 18h00   | 5e tour | -  | Yvetot AC  | Ext. | V 1-2 | Shamal, Beneddine | Carballo          | 1 100     |
| 28 octobre 2018 | -       | 6e tour | -  | CMS Oissel | Ext. | D 1-0 | -                 | Mayulu            | -         |

## Coupe de la Ligue
| Date         | Horaire | Tour     | TV | Adversaire   | Lieu | Score | Buteur(s) du QRM | Buteur(s) adverse     | Affluence |
| ------------ | ------- | -------- | -- | ------------ | ---- | ----- | ---------------- | --------------------- | --------- |
| 14 août 2018 | 20h00   | 1er tour | -  | ES Troyes AC | Dom. | D 1-2 | Rogie            | Tchimbembé, Raveloson | 1 264     |

## Partenaires et sponsors
- Matmut (maillot domicile et extérieur)
- Métropole Rouen Normandie